# Биљна ћелија
Биљне ћелије су еукариотске ћелије присутне у зеленим биљкама, фотосинтетичким еукариотима и краљевства Plantae. 
Њихове особене карактеристике укључују примарне ћелијске зидове који садрже целулозу, хемицелулозу и пектин, присуство пластида са способношћу вршења фотосинтезе и складиштења скроба, велика вакуола која регулише притисак тургора, одсуство флагела или центриола, осим у гаметама и јединствени метод дељења ћелија који укључује формирање ћелијске плоче или фрагмопласта који раздваја нове ћелије ћерке.

## Карактеристике биљних ћелија
- Биљна ћелија има ћелијске зидове, изграђене изван ћелијске мембране и састављене од целулозе, хемицелулозе и пектина. Њихов састав је у контрасту са ћелијским зидовима код гљивица, који су направљени од хитина, код бактерија, који су направљени од пептидогликана, и археја чији ћелијски зидови су направљени од псеудопептидогликана. Протопласт у многим случајевима излучује лигнин или суберин као секундарне слојеве зида унутар примарног ћелијског зида. Кутин се излучује изван примарног ћелијског зида и у спољашње слојеве секундарног ћелијског зида епидермалних ћелија лишћа, стабљика и других надземних органа како би се формирала биљна кутикула. Ћелијски зидови обављају многе суштинске функције. Они дају облик при формирању ткива и органа биљке, и играју важну улогу у међућелијској комуникацији и интеракцији биљака и микроба.[1]

- Многе врсте биљних ћелија садрже велику централну вакуолу, волумен испуњен водом затворен мембраном познатом као тонопласт[2] која одржава ћелијски тургор, контролише кретање молекула између цитосола и сока, складишти корисни материјал попут фосфора и азота[3] пробавља отпадне протеине и органеле.

- Специјализовани путеви међућелијске комуникације познати као плазмодезми,[4] јављају се у облику пора у примарном ћелијском зиду кроз које су континуирани плазмалема и ендоплазматични ретикулум[5] суседних ћелија.

- Биљне ћелије садрже пластиде, од којих су најистакнутији хлоропласти, који садрже пигмент хлорофил зелене боје који енергију сунчеве светлости претвара у хемијску енергију коју биљка користи за прављење своје хране из воде и угљен диоксида у процесу познатом као фотосинтеза.[6] Остале врсте пластида су амилопласти, специјализовани за складиштење скроба, елаиопласти специјализовани за складиштење масти и хромопласти специјализовани за синтезу и складиштење пигмента. Као и у митохондријама, који имају геном који кодира 37 гена,[7] пластиди имају своје геноме од око 100–120 јединствених гена,[8] и сматра се као да су настали као прокариотски ендосимбионти живући у ћелијама раног еукариотског претка копнених биљки и алги.[9]

- Ћелијска деоба код копнених биљкама и неколико група алги, посебно Charophytes[10] и Chlorophyte реда Trentepohliales,[11] одвија се изградњом фрагмопласта као шаблона за изградњу ћелијске плоче у касној фази цитокинезе.

- Мотилна, слободно пливајућа сперма маховина и птеридофита, цикада и гинкга једине су ћелије копнених биљака које имају флагеле[12] сличне онима код животињских ћелија,[13][14] док четинари и скривеносеменице немају покретну сперму и недостају им флагеле и центриоле.[15]

## Цитоскелет биљних ћелија
У ћелијама биљака срећу се три основна типа цитоскелетних елемената: актински филаменти, микротубуле и интермедијарни филаменти. Специфичност цитоскелета је условљена специфичношћу грађе биљне ћелије - облик и чврстину ћелији дају ћелијски зид и централна вакуола, тако да је улога цитоскелета у обављању функције стабилности облика ћелије минимална.
Актински филаменти су распоређени у појас, који цитоплазму више-мање дели у два дела - један стационарни ка ћелијској мембрани и један флуидан ка вакуоли. У овом флуидном делу цитоплазме дешавају се покрети органела путем актинских филамената и струјања цитоплазме.
Микротубуле су поређане уз ћелијску мембрану, у сноповима. Улога им је у организовању комплекса целулозо-синтетазе, чиме се омогућује стварање паралелних фибрила целулозе у ћелијском зиду. Правац пружања целулозних фибрила прати правац пружања микроубула. Центар организације микротубула нису центроле, које не постоје у биљној ћелији, већ цитоплазматске нуклеацијске области. Оваквих области има преко стотину, а на електронским микрографијама подсећају на перицентриоларни матрикс животињских ћелија. 
Интермедијарни филаменти су ретко присутни, представљени су филаментима који позиционирају тонопласт и једарни овој у ћелији, омогућавајући и механички отпор притиску вакуоле на цитоплазму.

## Морфолошки и функционални типови биљних ћелија
Биљне ћелије се диференцирају од недиференцираних меристематских ћелија (аналогних матичним ћелијама животиња) да би формирале главне класе ћелија и ткива корена, стабљика, лишћа, цвета и репродуктивних структура, од којих свака може бити састављена од неколико типова ћелија.

### Паренхимске ћелије
Најједноставнији облик биљне ћелије представљен је паренхимским ћелијама, у којима се одвијају најелементарније метаболичке и репродуктивне функције биљака. Паренхимске ћелије су изодијаметричне, често без секундарног ћелијског зида. Постоји неколико типова паренхимских ћелија, зависно од функције коју врше у биљци:
- ћелије хлоренхима (фотосинтетички паренхим) - ћелије са многобројним хлоропластима, најчешће у листовима и површинским ткивима стабла;
- паренхимске ћелије за магационирање воде - садрже велике вакуоле са доста воде;
- паренхимске ћелије за магационирање резервних материја - садрже бројне пластиде и ћелијске инклузије и депозиције;
- паренхимске ћелије сржних, дрвених и кориних зракова - уметнуте између проводних ћелија, служе за магационирање, али и провођење воде и материја у радијалном правцу.

### Прозенхимске ћелије
Прозенхимске ћелије су издужене и најчешће призматичне ћелије, диференцираније су у односу на паренхимске, а обухватају многобројне типове ћелија:
- епителне ћелије - пљоснате, плочасте ћелије које покривају површину биљке и луче заштитну кутикулу;
- коленхимске ћелије - механичке ћелије са различито задебљалим зидовима;
- склеренхимске ћелије - механичке ћелије, у зрелом функционалном стању мртве;
- трахеиде - проводне ћелије ксилема, поседују задебљале ћелијске зидове, филогенетски старији облик ових ћелија су хидроиде маховина;[17]
- ситасте ћелије - проводне ћелије флоема са многобројним перфорацијама на попречним зидовима које омогућују функционисање;[18][19]
- ћелије пратилице - помоћне ћелије флоема, омогућују функционисање несамосталних зрелих ситастих ћелија;
- ћелије плуте - ћелије секундарне коре које имају суберинизоване ћелијске зидове.

#### Коленхимске ћелије
Коленхимске ћелије – ћелије коленхима постоје у зрелости и имају задебљане ћелијске зидове. Ове ћелије сазревају из деривата меристема који у почетку подсећају на паренхим, али разлике брзо постају очите. Пластиди се не развијају, а секреторни апарат (ЕР и Голџи) се пролиферира да би илучили додатни примарни зид. Зид је најчешће најдебљи на угловима, где три или више ћелија долазе у контакт, а најтањи тамо где су у контакту само две ћелије, мада су могући и други распореди задебљања зида. Пектин и хемицелулоза су доминантни састојци ћелијских зидова коленхима двотиледонских ангиосперма, који код репуха могу да садрже само 20% целулозе. Ћелије коленхима обично су прилично издужене и могу се делити попречно стварајући изглед преграда. Улога овог типа ћелија је уздужно подржавање биљки које још увек расту у дужину, и оне ткивима дају флексибилност и растезну чврстоћу. Њиховим примарном ћелијском зиду недостаје лигнин који би га учинио тврдим и чврстим, те ова врста ћелија пружа оно што би се могло назвати пластичном потпором - ослонцем који може да држи младу стабљику или петељку у ваздуху, али у ћелијама које се могу развући док се ћелије око њих издужују. Истезна подршка (без еластичног одскока) је добар начин за описивање онога што коленхим чини. Делови струна из целера су коленхим.

### Меристемске ћелије
Меристемске ћелије су посебан тип ћелија, граде меристемска ткива, тотипотентне су и од њих настају све остале ћелије. 

### Репродуктивне ћелије
Репродуктивне ћелије - гамети - сперматозоиди и јајне ћелије, настају редукционим деобама и имају улогу у полном размножавању биљака.